# LOVERS REGGAE feat.ViVi
『LOVERS REGGAE feat.ViVi』は、松澤由美のカバーアルバム。YUMI名義でのリリース。雑誌『ViVi』とコラボレートし、J-POPをレゲエ風のアレンジにし発表された。

## 収録曲
1. Everything
作詞：MISIA、作曲：松本俊明
2. 誰より好きなのに
作詞：古内東子、作曲：古内東子
3. JOY 
作詞：YUKI、蔦谷好位置、作曲：蔦谷好位置
4. LOVE LOVE LOVE
作詞：吉田美和、作曲：中村正人
5. I believe
作詞：絢香、作曲：西尾芳彦、絢香
6. 瞳をとじて 
作詞：平井堅、作曲：平井堅
7. こいのうた
作詞：浜田亜紀子、作曲：中島優美
8. 涙がキラリ☆
作詞：草野正宗、作曲：草野正宗
9. ハナミズキ 
作詞：一青窈、作曲：マシコタツロウ
10. 遠く遠く
作詞：槇原敬之、作曲：槇原敬之